# Tomelloso
Tomelloso – miasto w środkowej Hiszpanii, w regionie Kastylia-La Mancha, w  prowincji Ciudad Real.